# Go West
A Go West 1982-ben alakult angol popzenei duó Londonból, melynek alapító tagjai Peter Cox énekes és Richard Drummie ritmusgitáros, háttérénekes. Az 1986-os Brit Awards nyertesei a legjobb új előadó kategóriájában. A duó leginkább az 1980-as, '90-es években volt népszerű, legismertebb, nemzetközi kislemezlistákon is legjobb 10 közé jutott dalaik a "We Close Our Eyes", a "Call Me", a "Faithful", valamint a "King of Wishful Thinking" – ez utóbbi slágerük szerepelt az 1990-es Micsoda nő! című romantikus vígjátékban.

## Tagok
- Peter Cox – énekes, billentyűs hangszerek
- Richard Drummie – elektromos gitár/ritmusgitár, billentyűs hangszerek, háttérvokál

## Diszkográfia

### Stúdióalbumok
- Go West (1985)
- Dancing on the Couch (1987)
- Indian Summer (1992)
- futurenow (2008)
- 3D (2013)